# 奇炫佑
奇炫佑 已正名 ，（2000年12月27日—），韓國男演員。2021年10月6日以網路劇《JINX》出道。

## 演出作品

### 電影
| 年份 | 片名               | 角色     | 性質 |
| 2022 | 《語意錯誤電影版》 | 少年宰英 | 配角 |

### 電視劇
| 年份 | 電視台         | 劇名         | 角色   | 性質   |
| 2024 | Lifetime TVING | 《愛的行板》 | 南敬浩 | 男配角 |

### 網路劇
| 年份 | 網路平台                                        | 劇名                               | 角色            | 性質   |
| 2021 | kakaoTV WATCHA                                  | 《JINX (징크스)》                  | 서민철          | 男配角 |
| 2023 | Heavenly WATCHA TVING Wavve Naver Series On     | 《Jun & Jun 戀愛準備中 (준과 준)》 | 崔準            | 主角   |
| 2023 | Crankupmedia 官方YouTube （页面存档备份，存于） | 《도도한 결혼》                    | 徐道俊 (서도준) | 主角   |
| 2024 | Wavve                                           | 《理事長是九年級》                 | 피대희          | 男配角 |

## 音樂作品

### OST
| 發行日期   | 戲劇名稱                                  | 歌曲名稱                   |
| 2023.08.10 | 《Jun & Jun 戀愛準備中 (준과 준)》 Part.4 | 因為想念你 (네가 그리워서) |

## 外部連結
- 奇炫佑的Instagram帳戶
- 奇炫佑的Threads帳戶